# 年間表彰選手 (ボクシング)
日本ボクシングの年間表彰選手は、日本ボクシングコミッション・日本プロボクシング協会・日本ボクシング連盟・東京運動記者クラブ・ボクシング分科会の主催・選考による年間表彰である。
当該年の日本ボクシング界を通じて活躍した選手を決定し翌年1月下旬頃に発表、2月下旬頃に都内のホテルで表彰式を行っている。
プロ・アマチュア間の交流がほとんどないボクシングにおいて、唯一合同で行うイベントである。ただし、2015年度から3年間はプロ・アマ別に表彰式が執り行われ、日本連盟が内田貞信体制となった2018年度からは合同開催が復活した（最優秀選手賞以外のアマ各賞は後日発表され、5月19日に行われた表彰式にはプロ関係者も招待された）。2019年度も同様の形式となる予定でプロとアマ最優秀選手の表彰式は執り行われたものの、アマ表彰式は新型コロナウイルス感染拡大のため延期となり、9月13日にオンライン形式での発表となった。
2020年度と2021年度はコロナ禍のためプロ表彰式は中止になった。2021年度のアマ表彰式は6月26日に開催された。
2022年度は2023年2月22日にプロアマ合同表彰式が3年ぶりに開催され、式の模様はDANGANが運営する動画配信サービス「BOXING RAISE」と日テレスポーツYouTubeチャンネルにてライブ配信された。アマ表彰は最優秀選手賞、優秀選手賞、最優秀コーチ賞の三賞が発表および表彰された。
なお、関西運動記者クラブ・ボクシング分科会はこれとほぼ同時期に毎年、西日本ボクシング協会に加盟するボクシングジムの所属選手を対象に独自の「関西MIB賞」を選出している。

## 表彰各賞

### プロ部門
- 最優秀選手賞

世界王者から選ばれる傾向にある。
- 技能賞
- 殊勲賞
- 敢闘賞
- 努力賞
- KO賞
- 新鋭賞

当初はデビュー1年目の選手が対象であったが、近年は顕著な活躍を見せた若手選手に贈られる傾向にある。
- 年間最高試合賞

最も印象に残る試合を選ぶ。2015年度からは世界タイトルマッチとそれ以外の試合からそれぞれ選ばれる。
- 特別賞

当該年に引退したボクサー、ボクサー以外の関係者から選ばれることが多い。また、当該年に亡くなった功労者も選ばれる。
- 特別功労賞

2016年度に新設された。世界王者として特に顕著な実績を残し引退したボクサーが選ばれる。
- 女子最優秀選手賞

女子プロボクシング本格始動に合わせて2008年度に新設された。
- 女子年間最高試合賞

2009年度に新設された。
- トレーナー賞

2017年度に新設された。
- ダイヤモンドフィスト賞

2017年度に新設された。2018年度のみ「社会貢献賞」だった。
- JBC功労賞

2018年度に新設された。
- 協会功労賞

2018年度に新設された。
- WOWOW検定賞

日本ボクシング検定（WOWOW主催）の開始に合わせ、2018年度に新設された。

### アマチュア部門
- 最優秀選手賞

オリンピック・世界選手権・アジア競技大会の日本代表選手から選ばれる傾向にある。
- 優秀選手賞
- 技能賞
- 敢闘賞
- 努力賞
- 新鋭賞
- 最優秀コーチ賞

2018年度に新設された。
ロンドンオリンピックなどで好成績を収めた2012年には、殊勲賞・特別賞も増設された。

## 1998年度以降の表彰選手

### 1998年度
| プロ部門       | プロ部門                                                                                   |
| -------------- | ------------------------------------------------------------------------------------------ |
| 最優秀選手賞   | 畑山隆則（横浜光）                                                                         |
| 技能賞         | 辰吉丈一郎（大阪帝拳）                                                                     |
| 殊勲賞         | 名護明彦（白井・具志堅）                                                                   |
| 敢闘賞         | 飯田覚士（緑）                                                                             |
| 努力賞         | リック吉村（石川）                                                                         |
| KO賞           | 西岡利晃（JM加古川）                                                                       |
| 新鋭賞         | 長嶋健吾（エイティーン古河）                                                               |
| 年間最高試合賞 | コウジ有沢（草加有沢） vs. 畑山隆則（横浜光） 3月29日 日本スーパーフェザー級タイトルマッチ |
| 特別賞         | 森田健（レフェリー）                                                                       |
| アマチュア部門 |                                                                                            |
| 最優秀選手賞   | （該当者なし）                                                                             |
| 優秀選手賞     | 辻本和正（奈良県体育協会）                                                                 |
| 技能賞         | 飯田育夫（日本大学）                                                                       |
| 敢闘賞         | 富本慶久（中央大学）                                                                       |
| 努力賞         | 福田隆之（法政大学）、村橋薫（法政大学）                                                   |
| 新鋭賞         | 佐藤幸治（西武台千葉高校）                                                                 |

### 1999年度
| プロ部門       | プロ部門 |
| -------------- | --- |
| 最優秀選手賞   | 戸高秀樹（緑） |
| 技能賞         | 西岡利晃（JM加古川） |
| 殊勲賞         | コウジ有沢（草加有沢） |
| 敢闘賞         | 石井広三（天熊丸木） |
| 努力賞         | リック吉村（石川） |
| KO賞           | 坂本博之（角海老宝石） |
| 新鋭賞         | 中野博（畑中） |
| 年間最高試合賞 | ネストール・ガルサ（メキシコ） vs. 石井広三（天熊丸木） 11月21日 WBA世界スーパーバンタム級タイトルマッチ                         |
| 特別賞         | 勇利アルバチャコフ、飯田覚士、郡司信夫（JBC理事、評論家）、 金平正紀（協栄ジム会長、元日本フライ級1位）、林国治（元JBC審判部長） |
| アマチュア部門 | |
| 最優秀選手賞   | 辻本和正（奈良県体育協会） |
| 優秀選手賞     | 飯田育夫（日本大学） |
| 技能賞         | 塚本秀彦（日本大学） |
| 敢闘賞         | 村橋薫（自衛隊体育学校） |
| 努力賞         | 中園健治（自衛隊体育学校）、佐藤賢治（日本大学）                                                                                 |
| 新鋭賞         | 平田直己（広陵高校） |

### 2000年度
| プロ部門       | プロ部門                                                                             |
| -------------- | ------------------------------------------------------------------------------------ |
| 最優秀選手賞   | 畑山隆則（横浜光）                                                                   |
| 技能賞         | 徳山昌守（金沢）                                                                     |
| 殊勲賞         | 星野敬太郎（MI花形）                                                                 |
| 敢闘賞         | 戸高秀樹（緑）                                                                       |
| 努力賞         | リック吉村（石川）                                                                   |
| KO賞           | 雄二・ゴメス（八王子中屋）                                                           |
| 新鋭賞         | 仲宣明（尼崎）                                                                       |
| 年間最高試合賞 | 畑山隆則（横浜光） vs. 坂本博之（角海老宝石） 10月11日 WBA世界ライト級タイトルマッチ |
| 特別賞         | 河原木宗勝（プロモーター）、石渡戸春雄（JBC審判部長）                                |
| アマチュア部門 |                                                                                      |
| 最優秀選手賞   | 辻本和正（奈良県体育協会）                                                           |
| 優秀選手賞     | 飯田育夫（日本大学）                                                                 |
| 技能賞         | 塚本秀彦（日本大学）                                                                 |
| 敢闘賞         | 深石恭夫（日本大学）、平田直己（日本大学）                                           |
| 努力賞         | 佐藤賢治（日本大学）、佐藤幸治（日本大学）                                           |
| 新鋭賞         | 本田裕人（九州学院高校）                                                             |

### 2001年度
| プロ部門         | プロ部門                                                                                   |
| ---------------- | ------------------------------------------------------------------------------------------ |
| 最優秀選手賞     | 徳山昌守（金沢）                                                                           |
| 技能賞           | セレス小林（国際）                                                                         |
| 殊勲賞           | 新井田豊（横浜光）                                                                         |
| 敢闘賞           | 西岡利晃（帝拳）                                                                           |
| 努力賞           | リック吉村（石川）                                                                         |
| KO賞             | 洲鎌栄一（尼崎）、鈴木悟（八王子中屋）                                                     |
| 新鋭賞           | 洲鎌栄一（尼崎）                                                                           |
| 年間最高試合賞   | 徳山昌守（金沢） vs. 曺仁柱（韓国） 5月20日 WBC世界スーパーフライ級タイトルマッチ          |
| 特別賞           | 手崎弘行（JBC審判員）、本田明彦（帝拳ジム会長）、 日本大学救急医学教室、慈恵医科大学救急部 |
| ピストン・堀口賞 | 畑山隆則（横浜光）                                                                         |
| アマチュア部門   |                                                                                            |
| 最優秀選手賞     | 辻本和正（奈良県体育協会）                                                                 |
| 優秀選手賞       | 佐藤幸治（日本大学）                                                                       |
| 技能賞           | 村橋薫（自衛隊体育学校）                                                                   |
| 敢闘賞           | 平田直己（日本大学）                                                                       |
| 努力賞           | 佐藤勤（日本大学）、深石恭夫（日本大学）                                                   |
| 新鋭賞           | （該当者なし）                                                                             |

### 2002年度
| プロ部門       | プロ部門 |
| -------------- | --- |
| 最優秀選手賞   | 徳山昌守（金沢） |
| 技能賞         | 星野敬太郎（花形） |
| 殊勲賞         | 佐藤修 （協栄） |
| 敢闘賞         | 佐竹政一（明石） |
| 努力賞         | 鈴木悟（八王子中屋） |
| KO賞           | 仲里繁（沖縄ワールドリング） |
| 新鋭賞         | 大之伸くま（福間スポーツ） |
| 年間最高試合賞 | ヨーダムロン・シンワンチャー（タイ） vs. 佐藤修 （協栄） 5月18日 WBA世界スーパーバンタム級タイトルマッチ ※佐藤修と金平桂一郎会長に授賞 |
| 特別賞         | セレス小林 |
| アマチュア部門 | |
| 最優秀選手賞   | 辻本和正（王寺工業高校教員） |
| 優秀選手賞     | 村橋薫（自衛隊体育学校） |
| 技能賞         | 平田直己（日本大学） |
| 敢闘賞         | 深石恭夫（香川県連盟） |
| 努力賞         | 内山高志（久保建設） |
| 新鋭賞         | 大西寿幸（日本大学） |

### 2003年度
| プロ部門       | プロ部門 |
| -------------- | --- |
| 最優秀選手賞   | 徳山昌守（金沢） |
| 技能賞         | 戸高秀樹（緑） |
| 殊勲賞         | 佐竹政一（明石） |
| 敢闘賞         | 仲里繁（沖縄ワールドリング） |
| 努力賞         | 前田宏行（角海老宝石） |
| KO賞           | 佐竹政一（明石） |
| 新鋭賞         | 長谷川穂積（千里馬神戸） |
| 年間最高試合賞 | オスカー・ラリオス（メキシコ） vs. 仲里繁（沖縄ワールドリング） 4月26日・WBC世界スーパーバンタム級タイトルマッチ ※仲里繁と本田明彦プロモーターに授賞 |
| 特別賞         | 星野敬太郎、リック吉村 |
| アマチュア部門 | |
| 最優秀選手賞   | 平田悟（日本大学） |
| 優秀選手賞     | 内山高志（青和観光） |
| 技能賞         | 深石恭夫（香川県連盟） |
| 敢闘賞         | 五十嵐俊幸（東京農業大学） |
| 努力賞         | 佐藤幸治（自衛隊体育学校）、本田裕人（日本大学） |
| 新鋭賞         | （該当者なし） |

### 2004年度
| プロ部門       | プロ部門                                                                            |
| -------------- | ----------------------------------------------------------------------------------- |
| 最優秀選手賞   | 川嶋勝重（大橋）                                                                    |
| 技能賞         | 新井田豊（横浜光）                                                                  |
| 殊勲賞         | イーグル京和（角海老宝石）                                                          |
| 敢闘賞         | 坂田健史（協栄）                                                                    |
| 努力賞         | 西澤ヨシノリ（ヨネクラ）                                                            |
| KO賞           | 金井晶聡（姫路木下）                                                                |
| 新鋭賞         | 名城信男（六島）、榎洋之（角海老宝石）                                              |
| 年間最高試合賞 | 徳山昌守（金沢） vs. 川嶋勝重（大橋） 6月28日 WBC世界スーパーフライ級タイトルマッチ |
| 特別賞         | 森田健（JBC審判員）、森岡栄治（森岡ジム会長）                                       |
| アマチュア部門 |                                                                                     |
| 最優秀選手賞   | 五十嵐俊幸（東京農業大学）                                                          |
| 優秀選手賞     | 本田裕人（日本大学）                                                                |
| 技能賞         | 細野悟（法政大学）                                                                  |
| 敢闘賞         | 平野義幸（東京農業大学）                                                            |
| 努力賞         | 高下優作（日本大学）                                                                |
| 新鋭賞         | 上林巨人（広陵高校）                                                                |

### 2005年度
| プロ部門       | プロ部門 |
| -------------- | --- |
| 最優秀選手賞   | 長谷川穂積（千里馬神戸）                                                                                        |
| 技能賞         | 徳山昌守（金沢）                                                                                                |
| 殊勲賞         | 新井田豊（横浜光）                                                                                              |
| 敢闘賞         | イーグル京和（角海老宝石）                                                                                      |
| 努力賞         | 名城信男（六島）                                                                                                |
| KO賞           | 亀田興毅（協栄）                                                                                                |
| 新鋭賞         | 亀田興毅（協栄）                                                                                                |
| 年間最高試合賞 | ウィラポン・ナコンルアンプロモーション（タイ） vs. 長谷川穂積（千里馬神戸） 4月16日 WBCバンタム級タイトルマッチ |
| 特別賞         | 田中聖二、戸高秀樹、佐藤修、 藤原仁志（JBC関西コミッションドクター）                                            |
| アマチュア部門 | |
| 最優秀選手賞   | 村田諒太（東洋大学）                                                                                            |
| 優秀選手賞     | 笹原伊史（法政大学）                                                                                            |
| 技能賞         | 高橋雄介（東京農業大学）                                                                                        |
| 敢闘賞         | 須佐勝明（東洋大学）                                                                                            |
| 努力賞         | 菊地智則（日本大学）                                                                                            |
| 新鋭賞         | 井岡一翔（興國高校）                                                                                            |

### 2006年度
| プロ部門       | プロ部門 |
| -------------- | --- |
| 最優秀選手賞   | 長谷川穂積（千里馬神戸）                                                                                            |
| 技能賞         | イーグル京和（角海老宝石）                                                                                          |
| 殊勲賞         | 名城信男（六島） |
| 敢闘賞         | 亀田興毅（協栄） |
| 努力賞         | 越本隆志（FUKUOKA）、川嶋勝重（大橋）                                                                               |
| KO賞           | 大曲輝斎（ヨネクラ）                                                                                                |
| 新鋭賞         | 八重樫東（大橋） |
| 年間最高試合賞 | 長谷川穂積（千里馬神戸） vs. ウィラポン・ナコンルアンプロモーション（タイ） 3月25日 WBC世界バンタム級タイトルマッチ |
| 特別賞         | 越本隆志 |
| アマチュア部門 | |
| 最優秀選手賞   | 須佐勝明（東洋大学）                                                                                                |
| 優秀選手賞     | 笹原伊史（法政大学）                                                                                                |
| 技能賞         | 大久保賢児（早稲田大学）                                                                                            |
| 敢闘賞         | 村田諒太（東洋大学）、上林巨人（日本大学）                                                                          |
| 努力賞         | 平野義幸（自衛隊体育学校）                                                                                          |
| 新鋭賞         | （該当者なし） |

### 2007年度
| プロ部門       | プロ部門 |
| -------------- | --- |
| 最優秀選手賞   | 内藤大助（宮田） |
| 技能賞         | ホルヘ・リナレス（帝拳） |
| 殊勲賞         | 坂田健史（協栄） |
| 敢闘賞         | 新井田豊（横浜光） |
| 努力賞         | 湯場忠志（都城レオスポーツ） |
| KO賞           | ホルヘ・リナレス（帝拳）、湯場忠志（都城レオスポーツ） |
| 新鋭賞         | 下田昭文（帝拳） |
| 年間最高試合賞 | ポンサクレック・ウォンジョンカム（タイ） vs. 内藤大助（宮田） 7月18日 WBC世界フライ級タイトルマッチ                                                                       |
| 特別賞         | 吉井清（元大阪帝拳ジム会長）、河合哲朗（オーキッドカワイジム会長）、 津田博明（元グリーンツダジム会長）、吉田勇作（元JBC審判員）、 徳山昌守、ジョー小泉（マッチメーカー） |
| アマチュア部門 | |
| 最優秀選手賞   | 川内将嗣（専修大学） |
| 優秀選手賞     | 須佐勝明（自衛隊体育学校） |
| 技能賞         | 星大二郎（東京農業大学） |
| 敢闘賞         | 大久保賢児（早稲田大学）、村田諒太（東洋大学） |
| 努力賞         | 萬田竜也（東京農業大学） |
| 新鋭賞         | （該当者なし） |

### 2008年度
| プロ部門         | プロ部門 |
| ---------------- | --- |
| 最優秀選手賞     | 長谷川穂積（真正） |
| 技能賞           | ホルヘ・リナレス（帝拳） |
| 殊勲賞           | 小堀佑介（角海老宝石） |
| 敢闘賞           | 内藤大助（宮田） |
| 努力賞           | 西岡利晃（帝拳） |
| KO賞             | 長谷川穂積（真正） |
| 新鋭賞           | 佐藤幸治（帝拳） |
| 年間最高試合賞   | ホセ・アルファロ（ニカラグア） vs. 小堀佑介（角海老宝石） 5月19日 WBA世界ライト級タイトルマッチ                                             |
| 特別賞           | 関光徳（横浜光ジム会長）、丹羽春夫（第3代JBCコミッショナー）、 イーグル・デーン・ジュンラパン、新井田豊、川嶋勝重、本田明彦（帝拳ジム会長） |
| 女子最優秀選手賞 | 富樫直美（ワタナベ） |
| アマチュア部門   | |
| 最優秀選手賞     | 川内将嗣（自衛隊体育学校） |
| 優秀選手賞       | 清水聡（駒澤大学） |
| 技能賞           | 三須寛幸（拓殖大学） |
| 敢闘賞           | 林田太郎（駒澤大学）、戸田健樹（巻総合高校）                                                                                                |
| 努力賞           | 石山俊朗（新潟綜合警備保障） |
| 新鋭賞           | （該当者なし） |

### 2009年度
| プロ部門           | プロ部門 |
| ------------------ | --- |
| 最優秀選手賞       | 長谷川穂積（真正）                                                                                               |
| 技能賞             | 西岡利晃（帝拳）                                                                                                 |
| 殊勲賞             | 亀田興毅（亀田）                                                                                                 |
| 敢闘賞             | 名城信男（六島）                                                                                                 |
| 努力賞             | 内藤大助（宮田）                                                                                                 |
| KO賞               | 長谷川穂積（真正）                                                                                               |
| 新鋭賞             | 井岡一翔（井岡）                                                                                                 |
| 年間最高試合賞     | 西岡利晃（帝拳） vs. ジョニー・ゴンサレス（メキシコ） 5月23日 WBC世界スーパーバンタム級タイトルマッチ            |
| 特別賞             | 小堀佑介 |
| 女子最優秀選手賞   | 多田悦子（フュチュール）                                                                                         |
| 女子年間最高試合賞 | 多田悦子（フュチュール） vs. 富樫直美（ワタナベ） 12月6日 WBA世界ミニマム級・WBC世界ライトフライ級タイトルマッチ |
| アマチュア部門     | |
| 最優秀選手賞       | 川内将嗣（自衛隊体育学校）                                                                                       |
| 優秀選手賞         | 清水聡（自衛隊体育学校）                                                                                         |
| 技能賞             | （該当者なし）                                                                                                   |
| 敢闘賞             | 林田太郎（駒澤大学）                                                                                             |
| 努力賞             | 平野義幸（自衛隊体育学校）                                                                                       |
| 新鋭賞             | 青木貞頼（崇徳高校）                                                                                             |

### 2010年度
| プロ部門           | プロ部門                                                                                                |
| ------------------ | --- |
| 最優秀選手賞       | 西岡利晃（帝拳）                                                                                        |
| 技能賞             | 長谷川穂積（真正）                                                                                      |
| 殊勲賞             | 内山高志（ワタナベ）                                                                                    |
| 敢闘賞             | 粟生隆寛（帝拳）、亀田興毅（亀田）                                                                      |
| 努力賞             | 李冽理（横浜光）                                                                                        |
| KO賞               | 内山高志（ワタナベ）                                                                                    |
| 新鋭賞             | 亀海喜寛（帝拳）、宮崎亮（井岡）                                                                        |
| 年間最高試合賞     | 長谷川穂積（真正） vs. フェルナンド・モンティエル（メキシコ） 4月30日 WBC世界バンタム級タイトルマッチ   |
| 特別賞             | 菊地奈々子（白井・具志堅）                                                                              |
| 女子最優秀選手賞   | 富樫直美（ワタナベ）                                                                                    |
| 女子年間最高試合賞 | 富樫直美（ワタナベ） vs. イルマ・サンチェス（メキシコ） 10月2日 WBC女子世界ライトフライ級タイトルマッチ |
| アマチュア部門     | |
| 最優秀選手賞       | 須佐勝明（自衛隊体育学校）                                                                              |
| 優秀選手賞         | 新本亜也（クリエイティブジャパン）                                                                      |
| 技能賞             | 清水聡（自衛隊体育学校）                                                                                |
| 敢闘賞             | 林田太郎（駒澤大学）                                                                                    |
| 努力賞             | 山田崇人（東京農業大学）                                                                                |
| 新鋭賞             | 藤田健児（倉敷高校）                                                                                    |

### 2011年度
| プロ部門           | プロ部門 |
| ------------------ | --- |
| 最優秀選手賞       | 西岡利晃（帝拳）                                                                                                  |
| 技能賞             | 内山高志（ワタナベ）                                                                                              |
| 殊勲賞             | 井岡一翔（井岡）                                                                                                  |
| 敢闘賞             | 八重樫東（大橋）                                                                                                  |
| 努力賞             | 清水智信（金子）、亀田興毅（亀田）、粟生隆寛（帝拳）                                                              |
| KO賞               | 内山高志（ワタナベ）                                                                                              |
| 新鋭賞             | 山中慎介（帝拳）                                                                                                  |
| 年間最高試合賞     | 西岡利晃（帝拳） vs. ラファエル・マルケス（メキシコ） 10月1日 WBC世界スーパーバンタム級タイトルマッチ             |
| 特別賞             | 坂田健史、内藤大助、宮川和則（元横浜光ジム会長）、 小島茂（元JBC本部事務局長）、鈴木敬（元JBC健康管理委員長）     |
| 女子最優秀選手賞   | 藤岡奈穂子（竹原慎二&畑山隆則）、富樫直美（ワタナベ）                                                             |
| 女子年間最高試合賞 | アナベル・オルティス（メキシコ） vs. 藤岡奈穂子（竹原慎二&畑山隆則） 5月8日 WBC女子世界ミニフライ級タイトルマッチ |
| アマチュア部門     | |
| 最優秀選手賞       | 村田諒太（東洋大学職員）                                                                                          |
| 優秀選手賞         | 鈴木康弘（自衛隊体育学校）、新本亜也（クリエイティブジャパン）                                                    |
| 技能賞             | 須佐勝明（自衛隊体育学校）                                                                                        |
| 敢闘賞             | 藤田大和（拓殖大学）、釘宮智子（平成国際大学）                                                                    |
| 努力賞             | 成松大介（東京農業大学）、川内将嗣（自衛隊体育学校）                                                              |
| 新鋭賞             | 井上尚弥（相模原青陵高校）、佐伯霞（梅香中学校）                                                                  |

### 2012年度
| プロ部門           | プロ部門 |
| ------------------ | --- |
| 最優秀選手賞       | 井岡一翔（井岡） |
| 技能賞             | 山中慎介（帝拳） |
| 殊勲賞             | 内山高志（ワタナベ）                                                                                                |
| 敢闘賞             | 佐藤洋太（協栄） |
| 努力賞             | 河野公平（ワタナベ）                                                                                                |
| KO賞               | 山中慎介（帝拳） |
| 新鋭賞             | 五十嵐俊幸（帝拳）、井上尚弥（大橋）                                                                                |
| 年間最高試合賞     | 井岡一翔（井岡） vs. 八重樫東（大橋） 6月20日 WBA・WBC世界ミニマム級王座統一戦                                      |
| 特別賞             | 内田正一（JBCレフェリー）、清水智信、富樫直美                                                                       |
| 特別功労賞         | 西岡利晃 |
| 女子最優秀選手賞   | 小関桃（青木） |
| 女子年間最高試合賞 | 天海ツナミ（アルファ） vs. 山口直子（白井・具志堅） WBA世界女子スーパーフライ級タイトルマッチ                       |
| アマチュア部門     | |
| 最優秀選手賞       | 村田諒太（東洋大学職員）                                                                                            |
| 優秀選手賞         | 清水聡（自衛隊） |
| 技能賞             | 鈴木康弘（自衛隊）、須佐勝明（自衛隊）                                                                              |
| 殊勲賞             | 成松大介（自衛隊）、佐伯霞（大阪学芸高）                                                                            |
| 敢闘賞             | 中澤奨（東京農業大学）                                                                                              |
| 努力賞             | 釘宮智子（平成国際大学）                                                                                            |
| 新鋭賞             | 和田まどか（田奈高）、 田中恒成（安達学園中京高）                                                                   |
| 特別賞             | 山根昌守（ロンドン五輪選手団チームリーダー）、本博国（ロンドン五輪選手団監督）、 樋山茂（ロンドン五輪選手団コーチ） |

### 2013年度
| プロ部門           | プロ部門 |
| ------------------ | --- |
| 最優秀選手賞       | 山中慎介（帝拳）                                                                                               |
| 技能賞             | 内山高志（ワタナベ）                                                                                           |
| 殊勲賞             | 三浦隆司（帝拳）                                                                                               |
| 敢闘賞             | 八重樫東（大橋）、井岡一翔（井岡）                                                                             |
| 努力賞             | 高山勝成（仲里）                                                                                               |
| KO賞               | 山中慎介（帝拳）                                                                                               |
| 新鋭賞             | 村田諒太（三迫）                                                                                               |
| 年間最高試合賞     | 内山高志（ワタナベ） vs. 金子大樹（横浜光） 12月31日 WBA世界スーパーフェザー級タイトルマッチ                   |
| 特別賞             | 佐藤洋太 |
| 女子最優秀選手賞   | 藤岡奈穂子（竹原慎二&畑山隆則）                                                                                |
| 女子年間最高試合賞 | 山口直子（白井・具志堅）vs. 藤岡奈穂子（竹原慎二&畑山隆則） 11月13日 WBA世界女子スーパーフライ級タイトルマッチ |
| アマチュア部門     | |
| 最優秀選手賞       | 該当者なし |
| 優秀選手賞         | 藤田健児（拓殖大学）、釘宮智子（平成国際大学）                                                                 |
| 技能賞             | 成松大介（自衛隊）、青木貞頼（東京農大学）、箕輪綾子（フローリスト蘭）                                         |
| 殊勲賞             | 成松大介（自衛隊）、佐伯霞（大阪学芸高）                                                                       |
| 敢闘賞             | 鈴木康弘（自衛隊）、山﨑静代（よしもとクリエイティブエージェンシー）                                           |
| 努力賞             | 柏崎刀翔（自衛隊）、和田まどか（芦屋大学）                                                                     |
| 新鋭賞             | 沖島輝（東福岡高）                                                                                             |

### 2014年度
| プロ部門           | プロ部門                                                                                                 |
| ------------------ | --- |
| 最優秀選手賞       | 井上尚弥（大橋）                                                                                         |
| 技能賞             | 山中慎介（帝拳）                                                                                         |
| 殊勲賞             | 高山勝成（仲里）                                                                                         |
| 敢闘賞             | 内山高志（ワタナベ）、八重樫東（大橋）、天笠尚（山上）                                                   |
| 努力賞             | 田口良一（ワタナベ）、村田諒太（帝拳）                                                                   |
| KO賞               | 井上尚弥（大橋）                                                                                         |
| 新鋭賞             | 田中恒成（畑中）                                                                                         |
| 年間最高試合賞     | オマール・ナルバエス（アルゼンチン） vs. 井上尚弥（大橋） 12月30日 WBO世界スーパーフライ級タイトルマッチ |
| 特別賞             | 名城信男、李冽理、大場政夫、具志堅用高                                                                   |
| 女子最優秀選手賞   | 小関桃（青木）                                                                                           |
| 女子年間最高試合賞 | 藤岡奈穂子（竹原慎二&畑山隆則）vs. 川西友子（大阪帝拳） 7月7日 WBA世界女子スーパーフライ級タイトルマッチ |
| アマチュア部門     | |
| 最優秀選手賞       | 該当者なし                                                                                               |
| 優秀選手賞         | 川内将嗣（自衛隊体育学校）、和田まどか（芦屋大学）                                                       |
| 技能賞             | 成松大介（自衛隊）                                                                                       |
| 殊勲賞             | 林田翔太（駒澤大学）                                                                                     |
| 敢闘賞             | 鈴木康弘（自衛隊）                                                                                       |
| 努力賞             | 高橋諒（拓殖大学）、田中亮明（駒澤大学）                                                                 |
| 新鋭賞             | 鈴木稔弘（駿台学園高）                                                                                   |

### 2015年度
| プロ部門           | プロ部門 |
| ------------------ | --- |
| 最優秀選手賞       | 内山高志（ワタナベ） |
| 技能賞             | 山中慎介（帝拳） |
| 殊勲賞             | 井岡一翔（井岡） |
| 敢闘賞             | 三浦隆司（帝拳）、八重樫東（大橋） |
| 努力賞             | 河野公平（ワタナベ）、田口良一（ワタナベ）、田中恒成（畑中）、木村悠（帝拳） |
| KO賞               | 内山高志（ワタナベ）、井上尚弥（大橋） |
| 新鋭賞             | 井上拓真（大橋）、尾川堅一（帝拳） |
| 年間最高試合賞     | 三浦隆司（帝拳） vs. フランシスコ・バルガス（メキシコ） 11月21日 WBC世界スーパーフェザー級タイトルマッチ 堀川謙一（SFマキ） vs. 拳四朗（BMB） 12月27日 日本ライトフライ級タイトルマッチ |
| 特別賞             | 石田順裕、久末聖治、桑田和昌、織田秀樹 |
| 女子最優秀選手賞   | 藤岡奈穂子（竹原慎二&畑山隆則） |
| 女子年間最高試合賞 | 小関桃（青木）vs. 宮尾綾香（大橋） 10月22日 WBA･WBC女子世界アトム級王座統一戦 |
| アマチュア部門     | |
| 最優秀選手賞       | 田中亮明（駒澤大学） |
| 優秀選手賞         | 森坂嵐（東京農業大学）、和田まどか（芦屋大学） |
| 技能賞             | 鈴木康弘（自衛隊） |
| 殊勲賞             | 成松大介（自衛隊） |
| 敢闘賞             | 柏崎刀翔（自衛隊） |
| 努力賞             | 梅村錬（江南義塾盛岡高校） |
| 新鋭賞             | 荒本一成（王子工業高校）、今永虎雅（王子工業高校）、中垣龍汰朗（日章学園高校） |
| 特別賞             | 山崎静代（奈良県連盟） |

### 2016年度
| プロ部門           | プロ部門 |
| ------------------ | --- |
| 最優秀選手賞       | 山中慎介（帝拳） |
| 優秀選手賞         | 山中慎介（帝拳）、井岡一翔（井岡）、高山勝成（仲里）、田口良一（ワタナベ）、田中恒成（畑中）、八重樫東（大橋）、河野公平（ワタナベ） カルロス・クアドラス（帝拳）、長谷川穂積（真正）、小國以載（角海老宝石）、ホルヘ・リナレス（帝拳） |
| 殊勲賞             | 小國以載（角海老宝石） |
| 敢闘賞             | 石本康隆（帝拳） |
| 努力賞             | 石本康隆（帝拳） |
| KO賞               | 山中慎介（帝拳）、井岡一翔（井岡） |
| 新鋭賞             | 比嘉大吾（白井･具志堅） |
| 年間最高試合賞     | 山中慎介（帝拳） vs. アンセルモ・モレノ（パナマ） 9月16日 WBC世界バンタム級タイトルマッチ 亀海喜寛（帝拳） vs. ヘスス・ソト・カラス（メキシコ） 4月15日 スーパーウェルター級10回戦                                                      |
| 特別賞             | 木村悠、池原シーサー久美子、安藤麻里 原田政彦（ファイティング原田ジム会長）、金子繁治（金子ジム名誉会長）、酒井忠康（JBCリングアナウンサー）                                                                                            |
| 特別功労賞         | 長谷川穂積 |
| 女子最優秀選手賞   | 藤岡奈穂子（竹原慎二&畑山隆則） |
| 女子年間最高試合賞 | 藤岡奈穂子（竹原慎二&畑山隆則）vs. 真道ゴー（グリーンツダ） 6月13日 WBO世界女子バンタム級タイトルマッチ |
| アマチュア部門     | |
| 最優秀選手賞       | 堤駿斗（習志野高校） |
| 優秀選手賞         | 成松大介（自衛隊体育学校）、森坂嵐（東京農業大学） |
| 技能賞             | 田中亮明（中京高校教員） |
| 殊勲賞             | 柏﨑刀翔（自衛隊）、佐伯霞（大阪学芸高） |
| 敢闘賞             | 山内祐季（芦屋大学） |
| 努力賞             | 今永虎雅（王寺工業高校）、荒本一成（王寺工業高校） |
| 新鋭賞             | 木村蓮太朗（東洋大学）、河野沙捺（近畿大学） |

### 2017年度
| プロ部門               | プロ部門 |
| ---------------------- | --- |
| 最優秀選手賞           | 村田諒太（帝拳） |
| 優秀選手賞             | 山中慎介（帝拳）、京口紘人（ワタナベ）、井岡一翔（井岡）、山中竜也（真正）、久保隼（真正）、福原辰弥（本田フィットネス） ホルヘ・リナレス（帝拳）、田中恒成（畑中）                                   |
| 技能賞                 | 井上尚弥（大橋） |
| 殊勲賞                 | 田口良一（ワタナベ）、木村翔（青木） |
| 努力賞                 | 藤本京太郎（角海老宝石） |
| KO賞                   | 比嘉大吾（白井･具志堅S） |
| 新鋭賞                 | 拳四朗（BMB） |
| 年間最高試合賞         | 田口良一（ワタナベ） vs. ミラン・メリンド（フィリピン） 12月31日 WBA・IBF世界ライトフライ級王座統一戦 三浦隆司（帝拳） vs. ミゲル・ローマン（メキシコ） 1月28日 WBC世界スーパーフェザー級挑戦者決定戦 |
| 特別賞                 | 三浦隆司、下田昭文 |
| 特別功労賞             | 内山高志 |
| 女子最優秀選手賞       | 藤岡奈穂子（竹原慎二&畑山隆則） |
| 女子年間最高試合賞     | 小関桃（青木）vs. 黒木優子（YuKOフィットネス） 12月7日 WBC女子世界ミニフライ級タイトルマッチ |
| トレーナー賞           | 野木丈司（白井・具志堅）、有吉将之（青木） |
| ダイヤモンドフィスト賞 | 坂本博之（SRS） |
| アマチュア部門         | |
| 最優秀選手賞           | 堤駿斗（習志野高校） |
| 優秀選手賞             | 森坂嵐（東京農業大）、荒本一成（王寺工高）、今永虎雅（王寺工高） |
| 技能賞                 | 田中亮明（中京高校教員）、馬場龍成（東洋大学） |
| 敢闘賞                 | 成松大介（自衛隊）、中垣龍汰朗（日章学園高） |
| 努力賞                 | 坪井智也（日本大） |
| 新鋭賞                 | 田中空（武相高）、堤麗斗（椿森中）、木下鈴花（米子南高）、入江聖奈（米子西高） |
| 特別賞                 | 伊田武志（鳥取県シュガーナックルジム） |

### 2018年度
| プロ部門           | プロ部門 |
| ------------------ | --- |
| 最優秀選手賞       | 井上尚弥（大橋） |
| 優秀選手賞         | 井上尚弥（大橋）、田中恒成（畑中）、伊藤雅雪（伴流）、山中竜也（真正）、京口紘人（ワタナベ）、拳四朗（BMB） 井上拓真（大橋）、岩佐亮佑（セレス）、亀田和毅（協栄）、ホルヘ・リナレス（帝拳）、村田諒太（帝拳） |
| 技能賞             | 田中恒成（畑中） |
| 殊勲賞             | 中谷正義（井岡） |
| 努力賞             | 中谷正義（井岡） |
| KO賞               | 井上尚弥（大橋） |
| 新鋭賞             | 竹迫司登（ワールドスポーツ） |
| 年間最高試合賞     | 木村翔（青木） vs. 田中恒成（畑中） 9月24日 WBO世界フライ級タイトルマッチ 久我勇作（ワタナベ） vs. 和氣慎吾（FLARE山上） 7月27日 日本スーパーバンタム級タイトルマッチ                                          |
| 特別賞             | 五十嵐俊幸、柴田直子、好川菜々、山中竜也、小関桃 |
| 特別功労賞         | 山中慎介 |
| 女子最優秀選手賞   | 天海ツナミ（山木） |
| 女子年間最高試合賞 | 江畑佳代子（ワタナベ）vs. 多田悦子（真正） 12月1日 WBO女子世界ミニマム級タイトルマッチ |
| 社会貢献賞         | 藤岡奈穂子（竹原慎二&畑山隆則） |
| トレーナー賞       | 井上真吾（大橋） |
| JBC功労賞          | 田畑親一（タイムキーパー）、手崎弘行（レフェリー） |
| 協会功労賞         | 斉藤寛、島川威、熊崎広大 |
| WOWOW検定賞        | 佐藤敦 |
| アマチュア部門     | |
| 最優秀選手賞       | 成松大介（自衛隊体育学校）、 並木月海（自衛隊体育学校） |
| 優秀選手賞         | 宇佐美正パトリック（興国高校）、和田まどか（福井県体育協会）、入江聖奈（米子西高校） |
| 技能賞             | 森脇唯人（法政大学）、晝田瑞希（自衛隊体育学校） |
| 敢闘賞             | 森坂嵐（東京農業大学）、河野沙捺（近畿大学） |
| 努力賞             | 柏﨑刀翔（福井県体育協会）、桺井妃奈実（近畿大学） |
| 新鋭賞             | 堤麗斗（習志野高校）、木下鈴花（米子西高校） |
| 最優秀コーチ賞     | 矢田圭一（自衛隊体育学校） |
| 特別功労賞         | 渡辺政史（元法政大学教授、日連役員） |

### 2019年度
| プロ部門               | プロ部門 |
| ---------------------- | --- |
| 最優秀選手賞           | 井上尚弥（大橋） |
| 優秀選手賞             | 井岡一翔（Reason大貴）、井上尚弥（大橋）、岩佐亮佑（セレス）、京口紘人（ワタナベ）、田中恒成（畑中） 寺地拳四朗（BMB）、村田諒太（帝拳）                                                             |
| 技能賞                 | 井岡一翔（Reason大貴） |
| 殊勲賞                 | 村田諒太（帝拳） |
| 努力賞                 | 永野祐樹（帝拳） |
| KO賞                   | 村田諒太（帝拳） |
| 新鋭賞                 | 中谷潤人（M.T） |
| JBCサポーターズ賞      | 井上尚弥（大橋） |
| 年間最高試合賞         | 井上尚弥（大橋） vs. ノニト・ドネア（フィリピン） 11月7日 WBA・IBF世界バンタム級王座統一戦 矢田良太（グリーンツダ） vs. 別府優樹（久留米櫛間） 12月8日 WBOアジアパシフィック・ウェルター級王座決定戦 |
| 特別賞                 | 河野公平、田口良一、福原辰弥、三迫仁志 |
| JBC功労賞              | 大橋元一郎（コミッションドクター） |
| 女子最優秀選手賞       | 天海ツナミ（山木） |
| 女子年間最高試合賞     | 藤岡奈穂子（竹原慎二&畑山隆則）vs. 天海ツナミ（山木） 7月12日 WBA女子世界フライ級タイトルマッチ |
| ダイヤモンドフィスト賞 | 野上真司、野上奈々（ディアマンテ） |
| トレーナー賞           | 加藤健太（三迫） |
| アマチュア部門         | |
| 最優秀選手賞           | 岡澤セオン（鹿児島県体育協会）、 並木月海（自衛隊体育学校） |
| 優秀選手賞             | 堤駿斗（東洋大学）、堤麗斗（習志野高校）、入江聖奈（日本体育大学） |
| 技能賞                 | 田中亮明（中京高校教員）、晝田瑞希（自衛隊体育学校） |
| 敢闘賞                 | 森脇唯人（自衛隊体育学校）、鬼頭茉衣（中京大学大学院） |
| 努力賞                 | 成松大介（自衛隊体育学校）、濱本紗也（日本大学） |
| 新鋭賞                 | 吉良大弥（王寺工業高校）、荒竹一真（鹿屋工業高校）、篠原光（日体大桜華高校） |
| 最優秀コーチ賞         | 平野義幸（自衛隊体育学校） |

### 2020年度
| プロ部門               | プロ部門 |
| ---------------------- | --- |
| 最優秀選手賞           | 井上尚弥（大橋） |
| 技能賞                 | 井岡一翔（Ambition） |
| 殊勲賞                 | 中谷潤人（M.T） |
| 努力・敢闘賞           | 堀川謙一（三迫）、福永亮次（角海老宝石） |
| KO賞                   | 井上尚弥（大橋） |
| 新鋭賞                 | 三代大訓（ワタナベ） |
| 年間最高試合賞         | 井岡一翔（Ambition） vs. 田中恒成（畑中） 12月31日 WBO世界スーパーフライ級タイトルマッチ フェリックス・ベルデホ（プエルトリコ） vs. 中谷正義（帝拳） 12月12日 WBOインターコンチネンタル・ライト級王座決定戦 |
| 特別賞                 | 粟生隆寛、八重樫東、大槻穣治、ロイヤル小林 |
| 女子最優秀選手賞       | 多田悦子（真正） |
| 女子年間最高試合賞     | 多田悦子（真正）vs. 宮尾綾香（ワタナベ） 12月3日 WBO女子ミニマム級王座決定戦 |
| ダイヤモンドフィスト賞 | 本石昌也（グリーンツダ） |

### 2021年度
| プロ部門         | プロ部門                                                                                             |
| ---------------- | --- |
| 最優秀選手賞     | 井上尚弥（大橋）                                                                                     |
| 技能賞           | 井岡一翔（Ambition）                                                                                 |
| 殊勲賞           | 尾川堅一（帝拳）                                                                                     |
| 努力・敢闘賞     | 麻生興一（三迫）                                                                                     |
| KO賞             | 井上尚弥（大橋）                                                                                     |
| 新鋭賞           | 西田凌佑（六島）                                                                                     |
| 年間最高試合賞   | 矢吹正道（緑） vs. 寺地拳四朗（BMB） 9月21日 WBC世界ライトフライ級タイトルマッチ                     |
| 女子最優秀選手賞 | 藤岡奈穂子（竹原慎二&畑山隆則）                                                                      |
| アマチュア部門   | |
| 最優秀選手賞     | 入江聖奈（日本体育大学）、田中亮明（中京高校教論）                                                   |
| 優秀選手賞       | 坪井智也（自衛隊体育学校）、岡澤セオン（INSPA）、並木月海（自衛隊体育学校）                          |
| 敢闘賞           | 森脇唯人（自衛隊体育学校）、堤駿斗（東洋大学）、加藤光（東洋大学）                                   |
| 技能賞           | 堤麗斗（東洋大学）、田中鈴華（芦屋大学）                                                             |
| 殊勲章           | 秋山佑汰（自衛隊体育学校）、荒竹一真（駒澤大学）                                                     |
| 努力賞           | 成松大介（自衛隊体育学校）、津端ありさ（コサカボクシングジム）                                       |
| 新鋭賞           | 吉良大弥（王寺工業高校）、原田美琴（東海大熊本星翔高校）                                             |
| 最優秀コーチ賞   | 小山田裕二（駒澤大学）、伊田武志（シュガーナックルジム）                                             |
| 特別功労賞       | シン・ウラジミール（日本代表コーチ）                                                                 |
| Developer賞      | 川端雅彦、矢田圭一、糸川保二郎、石原英康、河合貞利、葛本憲司、中野博文、豊田浩一、荒竹俊也、佐藤祐平 |

### 2022年度
| プロ部門           | プロ部門 |
| ------------------ | --- |
| 最優秀選手賞       | 井上尚弥（大橋） |
| 優秀選手賞         | 井岡一翔（志成）、井上尚弥（大橋）、京口紘人（ワタナベ）、谷口将隆（ワタナベ）、寺地拳四朗（BMB）、中谷潤人（M.T）                                                                                      |
| 技能賞             | 寺地拳四朗（BMB） |
| 殊勲賞             | 中谷潤人（M.T） |
| 努力・敢闘賞       | 阿部麗也（KG大和） |
| KO賞               | 井上尚弥（大橋） |
| 新鋭賞             | 武居由樹（大橋） |
| 年間最高試合賞     | ゲンナジー・ゴロフキン（カザフスタン） vs. 村田諒太（帝拳） 4月9日 WBAスーパー・IBF世界ミドル級王座統一戦 吉野修一郎（三迫） vs. 中谷正義（帝拳） 11月1日 WBOアジアパシフィック・ライト級タイトルマッチ |
| 特別賞             | 伊藤雅雪、小澤瑤生、久保隼、宮尾綾香、矢尾板貞雄 |
| 女子最優秀選手賞   | 晝田瑞希（三迫） |
| 女子年間最高試合賞 | 晝田瑞希（三迫）vs. 谷山佳菜子（ワタナベ） 12月1日 WBO女子世界スーパーフライ級王座決定戦 |
| トレーナー賞       | 加藤健太（三迫） |
| アマチュア部門     | |
| 最優秀選手賞       | 坂井優太（西宮香風高校）、木下鈴花（日本体育大学） |
| 優秀選手賞         | 荒竹一真（駒澤大学）、入江聖奈（日本体育大学） |
| 最優秀コーチ賞     | 友野総一（西宮香風高校）、伊田武志（シュガーナックルジム） |

### 2023年度
| プロ部門           | プロ部門 |
| ------------------ | --- |
| 最優秀選手賞       | 井上尚弥（大橋） |
| 優秀選手賞         | 井岡一翔（志成）、井上拓真（大橋）、井上尚弥（大橋）、重岡銀次朗（ワタナベ）、重岡優大（ワタナベ）、寺地拳四朗（BMB）、中谷潤人（M.T）                                                     |
| 技能賞             | 寺地拳四朗（BMB） |
| 殊勲賞             | 中谷潤人（M.T） |
| 努力・敢闘賞       | 堤聖也（角海老宝石） |
| KO賞               | 井上尚弥（大橋） |
| 新鋭賞             | 那須川天心（帝拳） |
| 年間最高試合賞     | スティーブン・フルトン（アメリカ）vs. 井上尚弥（大橋） 7月25日 WBC・WBO世界スーパーバンタム級タイトルマッチ 堤聖也（角海老宝石）vs. 穴口一輝（真正） 12月26日 日本バンタム級タイトルマッチ |
| 特別賞             | 池山直、岩佐亮佑、鈴木奈々江、多田悦子、藤岡奈穂子、ホルへ・リナレス、村田諒太 |
| 女子最優秀選手賞   | 晝田瑞希（三泊） |
| 女子年間最高試合賞 | 晝田瑞希（三泊）vs. ケーシー・モートン（USA） 6月13日 WBO女子世界スーパーフライ級タイトルマッチ                                                                                            |

### 2024年度
| プロ部門           | プロ部門 |
| ------------------ | --- |
| 最優秀選手賞       | 井上尚弥（大橋） |
| 優秀選手賞         | 井上尚弥（大橋）、井上拓真（大橋）、岩田翔吉（帝拳）、重岡銀次朗（ワタナベ）、武居由樹（大橋）、田中恒成（畑中）、堤聖也（角海老宝石）、寺地拳四朗（BMB）、中谷潤人（M.T）、西田凌佑（六島）、矢吹正道（LUSH緑）、ユーリ阿久井政悟（倉敷守安） |
| 技能賞             | 中谷潤人（M.T） |
| 殊勲賞             | 堤聖也（角海老宝石） |
| 努力・敢闘賞       | 那須川天心（帝拳） |
| KO賞               | 中谷潤人（M.T） |
| 新鋭賞             | 増田陸（帝拳） |
| 年間最高試合賞     | 井上尚弥（大橋）vs. ルイス・ネリ 5月6日 WBA・WBC・IBF・WBO世界スーパーバンタム級タイトルマッチ 村田昴（帝拳）vs. 山崎海斗（六島） |
| トレーナー賞       | 石原雄太（DANGAN） |
| 女子最優秀選手賞   | 晝田瑞希（三泊） |
| 女子年間最高試合賞 | 晝田瑞希（三泊）vs. パク・ジヒョン（韓国） 1月12日 WBO女子世界スーパーフライ級タイトルマッチ |

## プロ部門における授賞歴

### 歴代年間表彰選手
|      | 最優秀選手賞                | 技能賞                              | 殊勲賞                                  | 敢闘賞                      | 努力賞                                                       | KO賞                                | 新鋭賞                                               |
| ---- | --------------------------- | ----------------------------------- | --------------------------------------- | --------------------------- | ------------------------------------------------------------ | ----------------------------------- | ---------------------------------------------------- |
| 1949 | 白井義男 （王子）           | 後藤秀夫 （坂口）                   |                                         |                             | 辰巳八郎 （新和）                                            |                                     |                                                      |
| 1950 | 白井義男 （王子）           |                                     |                                         |                             | 秋山政司 （極東）                                            |                                     | 永島秀政 （東亜）                                    |
| 1951 | 白井義男 （王子）           |                                     |                                         |                             | 辰巳八郎 （新和）                                            |                                     |                                                      |
| 1952 | 白井義男 （王子）           | 辰巳八郎 （新和）                   |                                         |                             | 赤沼明由 （革新）                                            |                                     |                                                      |
| 1953 | 白井義男 （王子）           |                                     | 金子繁治 （笹崎）                       |                             | 秋山政司 （極東）                                            |                                     |                                                      |
| 1954 | （該当者なし）              |                                     |                                         | 金子繁治 （笹崎）           | 白井義男（シライ） 秋山政司（極東）                          |                                     | 小林秀人（協和） 大越利晴（極東） 大塚昌和（オール） |
| 1955 | 金子繁治 （笹崎）           |                                     |                                         |                             | 大川寛 （極東）                                              |                                     | 沢田二郎 （新和）                                    |
| 1956 | 金子繁治 （笹崎）           |                                     | 沢田二郎 （新和）                       | 中西清明 （AO）             | 小坂克巳 （日東）                                            |                                     | 岩本正治 （平安）                                    |
| 1957 | （該当者なし）              |                                     | 福地健治 （帝拳）                       | 石橋広次 （AO）             | 大川寛（極東） 岩本正治（平安）                              |                                     | 石川圭一 （新和）                                    |
| 1958 | 矢尾板貞雄 （国光）         | 米倉健治 （日興）                   | 三浦清 （新和）                         | 小林久雄 （帝拳）           | 辰巳八郎 （新和）                                            |                                     | 福本篤 （日興）                                      |
| 1959 | （該当者なし）              | 米倉健治 （日興）                   | 矢尾板貞雄（中村） 海津文雄（笹崎）     | 福地健治 （帝拳）           | 石橋広次 （AO）                                              |                                     | 小坂照男 （帝拳）                                    |
| 1960 | 高山一夫 （帝拳）           | 矢尾板貞雄 （中村）                 | 小坂照男 （帝拳）                       | 米倉健治 （興伸）           | 大川寛（極東） 辰巳八郎（新和）                              | 海津文雄 （笹崎）                   | 関光徳 （新和）                                      |
| 1961 | （該当者なし）              | 矢尾板貞雄 （中村）                 | 勝又行雄 （不二）                       | 小坂照男 （帝拳）           | 辰巳八郎 （新和）                                            | 高山一夫 （帝拳）                   | ファイティング原田 （笹崎）                          |
| 1962 | ファイティング原田 （笹崎） | （該当者なし）                      | 青木勝利 （青木）                       | 小坂照男 （帝拳）           | 関光徳 （新和）                                              | 海老原博幸 （金平）                 | 高橋美徳 （三迫）                                    |
| 1963 | 海老原博幸 （金平）         | 関光徳 （新和）                     | 中村剛 （新和）                         | 菊地万蔵 （田辺）           | 勝又行雄 （不二）                                            | 関光徳 （新和）                     | 高山勝義 （木村）                                    |
| 1964 | ファイティング原田 （笹崎） | 小坂照男 （帝拳）                   | 斎藤勝男 （暁）                         | 海老原博幸 （金平）         | 渡辺亮 （帝拳）                                              |                                     | 岡野耕司 （金平）                                    |
| 1965 | ファイティング原田 （笹崎） | 小林弘 （中村）                     | 高山勝義 （新日本木村）                 | 海老原博幸 （金平）         | 渡辺亮 （帝拳）                                              | 藤猛 （リキ）                       | 桜井孝雄 （三迫）                                    |
| 1966 | ファイティング原田 （笹崎） | 小林弘 （中村）                     | 沼田義明 （極東）                       | 関光徳 （新和）             | 中根義雄 （不二）                                            | 藤猛 （リキ）                       | ムサシ中野 （笹崎）                                  |
| 1967 | 藤猛 （リキ）               | 小林弘 （中村）                     | ファイティング原田 （笹崎）             | 沼田義明 （極東）           | 関光徳 （新和）                                              | 藤猛 （リキ）                       | 柴田国明 （ヨネクラ）                                |
| 1968 | 西城正三 （協栄）           | 金沢和良 （アベ）                   | 南久雄 （中外）                         | ファイティング原田 （笹崎） | 中村剛 （新和）                                              |                                     | 高山将孝 （堀口）                                    |
| 1969 | 小林弘 （中村）             | 西城正三 （協栄）                   | 大場政夫 （帝拳）                       | ファイティング原田 （笹崎） | 花形進 （横浜協栄）                                          | 輪島公一 （三迫）                   | カシアス内藤 （船橋）                                |
| 1970 | 小林弘 （中村）             | 大場政夫 （帝拳）                   | 柴田国明 （ヨネクラ）                   | 沼田義明 （極東）           | 西城正三 （協栄）                                            | 龍反町 （野口）                     | 門田新一 （三迫）                                    |
| 1971 | 大場政夫 （帝拳）           | 門田新一 （三迫）                   | 輪島公一 （三迫）                       | 金沢和良 （アベ）           |                                                              | 門田新一 （三迫）                   | 岡部進 （石川）                                      |
| 1972 | 大場政夫 （帝拳）           | アポロ嘉男 （親和）                 |                                         |                             | 黒沢元三 （野口）                                            | 輪島功一 （三迫）                   |                                                      |
| 1973 | 輪島功一 （三迫）           | （該当者なし）                      | 上原康恒 （協栄）                       | 柴田国明 （BVD）            | 花形進 （横浜協栄）                                          | ロイヤル小林 （国際）               | フリッパー上原 （協栄）                              |
| 1974 | 柴田国明 （BVD）            | 高山将孝 （堀口）                   | ガッツ石松 （BVD）                      | 小熊正二 （新日本木村）     | 花形進 （横浜協栄）                                          | ロイヤル小林 （国際）               |                                                      |
| 1975 | ガッツ石松 （BVD）          | 辻本章次 （BVD）                    | 輪島功一 （三迫）                       | 柴田国明 （BVD）            | 花形進 （横浜協栄）                                          | ロイヤル小林 （国際）               | 天龍数典 （東洋）                                    |
| 1976 | 具志堅用高 （協栄）         | 辻本章次 （ヨネクラ）               | ロイヤル小林 （国際）                   | 輪島功一 （三迫）           | 龍反町 （野口）                                              |                                     | 工藤政志 （熊谷）                                    |
| 1977 | 具志堅用高 （協栄）         | 辻本章次 （ヨネクラ）               | 畠山昇 （野口）                         | 笠原優 （川口）             | スパイダー根本 （草加有沢）                                  | 用皆政弘 （斎田）                   | 村田英次郎 （金子）                                  |
| 1978 | 具志堅用高 （協栄）         | 亀田昭雄 （ミカド）                 | 工藤政志 （熊谷）                       | 用皆政弘 （常滑）           | 五十嵐力（キング） 天龍数典（内野）                          | 具志堅用高 （協栄）                 | 阿南弘生（小島） 石垣仁（ヨネクラ）                  |
| 1979 | 具志堅用高 （協栄）         | 村田英次郎 （金子）                 | 三原正 （三迫）                         | 工藤政志 （熊谷）           | 天龍数典 （東洋）                                            | 具志堅用高（協栄） 三原正（三迫）   | 三原正 （三迫）                                      |
| 1980 | 具志堅用高 （協栄）         | 村田英次郎 （金子）                 | 大熊正二（新日本木村） 上原康恒（協栄） | 中島成雄 （ヨネクラ）       | ハリケーン照 （石川）                                        | 亀田昭雄 （ミカド）                 | 渡辺二郎 （大阪帝拳）                                |
| 1981 | 三原正 （三迫）             | 渡嘉敷勝男 （協栄）                 |                                         | 大熊正二 （新日本木村）     | スパイダー根本 （草加有沢）                                  | 浜田剛 （帝拳）                     | 赤井英和 （愛寿）                                    |
| 1982 | 渡辺二郎 （大阪帝拳）       | 渡嘉敷勝男 （協栄）                 | 友利正 （三迫）                         | 村田英次郎 （金子）         | 串木野純也 （進光）                                          | 串木野純也 （進光）                 | 尾崎富士雄（帝拳） 関博之（帝拳） 名嘉真堅徳（三迫） |
| 1983 | 渡辺二郎 （大阪帝拳）       | カーロス・エリオット （八戸）       | 渡辺陸奥雄 （八戸）                     | 渡嘉敷勝男 （協栄）         | 浜田剛史（帝拳） ジャッカル丸山（国際） 友成光（新日本木村） | 串木野純也 （進光）                 | 六車卓也（大阪帝拳） 竹下鉄美（山神）                |
| 1984 | 渡辺二郎 （大阪帝拳）       | 浜田剛史 （帝拳）                   | 小林光二 （角海老宝石）                 | 串木野純也 （進光）         | 六車卓也 （大阪帝拳）                                        | 浜田剛史 （帝拳）                   | 倉持正 （角海老宝石）                                |
| 1985 | 渡辺二郎 （大阪帝拳）       | 浜田剛史 （帝拳）                   | 尾崎富士雄 （帝拳）                     | 穂積秀一 （帝拳）           | 串木野純也 （進光）                                          | 浜田剛史 （帝拳）                   | 喜友名朝博 （協栄）                                  |
| 1986 | 浜田剛史 （帝拳）           | 六車卓也 （大阪帝拳）               | 平仲明信 （沖縄）                       | 飯泉健二 （草加有沢）       | 大和田正春 （角海老宝石）                                    | 平仲明信 （沖縄）                   | 高橋直人 （アベ）                                    |
| 1987 | 井岡弘樹 （グリーンツダ）   | 六車卓也 （大阪帝拳）               | 畑中清詞 （松田）                       | 平仲明信 （沖縄）           | 大和田正春 （角海老宝石）                                    | 大友巌 （大川）                     | 赤城武幸 （新日本木村）                              |
| 1988 | （該当者なし）              | 尾崎富士雄 （帝拳）                 | 吉野弘幸 （ワタナベ）                   | 平仲明信 （沖縄）           | 高城正宏（帝拳） 中島俊一（ヨネクラ） 大友巌（大川）         | 吉野弘幸 （ワタナベ）               | 岡部繁 （セキ）                                      |
| 1989 | （該当者なし）              | 高橋ナオト （アベ）                 | 田島吉秋 （協栄）                       | 植田龍太郎 （ライオンズ）   | 淺川誠二（神戸） 大友巌（大川）                              | 高橋ナオト （アベ）                 | ピューマ渡久地 （ビクトリー）                        |
| 1990 | レパード玉熊 （国際）       | 大橋秀行 （ヨネクラ）               | 辰吉丈一郎 （大阪帝拳）                 | 鬼塚勝也 （協栄）           | 横田広明（大川） 上山仁（新日本木村）                        | 辰吉丈一郎 （大阪帝拳）             | チャコフ・ユーリ （協栄）                            |
| 1991 | 辰吉丈一郎 （大阪帝拳）     | 井岡弘樹 （グリーンツダ）           | 畑中清詞 （松田）                       | 上山仁 （新日本木村）       | 横田広明 （大川）                                            | 渡辺雄二 （斎田）                   | 渡辺雄二 （斎田）                                    |
| 1992 | 鬼塚勝也 （協栄）           | ユーリ海老原アルバチャコフ （協栄） | 大橋秀行 （ヨネクラ）                   | 平仲明信 （沖縄）           | 吉野弘幸 （ワタナベ）                                        | ユーリ海老原アルバチャコフ （協栄） | 葛西裕一 （帝拳）                                    |
| 1993 | 勇利アルバチャコフ （協栄） | グッシー・ナザロフ （協栄）         | 鬼塚勝也（協栄） 薬師寺保栄（松田）     | 辰吉丈一郎 （大阪帝拳）     | 横田広明 （大川）                                            | 川島郭志 （ヨネクラ）               | 坂本博之 （角海老宝石）                              |
| 1994 | 薬師寺保栄 （松田）         | 川島郭志 （ヨネクラ）               | オルズベック・ナザロフ （協栄）         | 辰吉丈一郎 （大阪帝拳）     | 上山仁 （新日本木村）                                        | 坂本博之 （角海老宝石）             | 畑山隆則 （京浜川崎）                                |
| 1995 | 竹原慎二 （沖）             | 川島郭志 （ヨネクラ）               | ルイシト小泉 （アベ）                   | 西島洋介山 （オサム）       | 佐藤仁徳 （仙台）                                            | 畑山隆則 （横浜光）                 | 川益設男 （ヨネクラ）                                |
| 1996 | 川島郭志 （ヨネクラ）       | 勇利アルバチャコフ （協栄）         | 山口圭司 （グリーンツダ）               | 西島洋介山 （オサム）       | 新田勝世 （金子）                                            | コウジ有沢 （草加有沢）             | コウジ有沢（草加有沢） 福島恭四郎（島）              |
| 1997 | 辰吉丈一郎 （大阪帝拳 ）    | 畑山隆則 （横浜光）                 | 飯田覚士 （緑）                         | コウジ有沢 （草加有沢）     | リック吉村 （石川）                                          | コウジ有沢 （草加有沢）             | 松倉義明 （宮田）                                    |

### 歴代年間最高試合
|      | 対戦カード                                                                | タイトル種別                            |
| ---- | ------------------------------------------------------------------------- | --------------------------------------- |
| 1949 | 白井義男（王子） vs. 堀口宏（堀口）                                       | 日本バンタム級タイトルマッチ            |
| 1950 | 後藤秀夫（坂口） vs. ベビー・ゴステロ（オール）                           | 日本フェザー級タイトルマッチ            |
| 1951 | ダド・マリノ（ハワイ） vs. 白井義男（王子）                               |                                         |
| 1952 | 辰巳八郎（新和） vs. フィル・リゾ（フィリピン）                           |                                         |
| 1953 | 金子繁治（笹崎） vs. ラリー・バターン（フィリピン）                       | OBF東洋フェザー級タイトルマッチ         |
| 1954 | 金子繁治（笹崎） vs. フラッシュ・エロルデ（フィリピン）                   | OBF東洋フェザー級タイトルマッチ         |
| 1955 | 秋山政司（極東） vs. 沢田二郎（新和）                                     | OBF東洋ライト級タイトルマッチ           |
| 1956 | 金子繁治（笹崎） vs. 中西清明（AO）                                       |                                         |
| 1957 | 福地健治（帝拳） vs. ソムデス・ヨントラキット（タイ）                     | OBF東洋ウェルター級タイトルマッチ       |
| 1958 | 矢尾板貞雄（国光） vs. 米倉健治（日興）                                   | 日本フライ級タイトルマッチ              |
| 1959 | パスカル・ペレス（アルゼンチン） vs. 矢尾板貞雄（国光）                   | 世界フライ級タイトルマッチ              |
| 1960 | デビー・ムーア（アメリカ） vs. 高山一夫（帝拳）                           | 世界フェザー級タイトルマッチ            |
| 1961 | デビー・ムーア（アメリカ） vs. 高山一夫（帝拳）                           | 世界フェザー級タイトルマッチ            |
| 1962 | ポーン・キングピッチ（タイ） vs. ファイティング原田（笹崎）               | 世界フライ級タイトルマッチ              |
| 1963 | 菊地万蔵（田辺） vs. 小林弘（中村）                                       | 日本フェザー級王座決定戦                |
| 1964 | ファイティング原田（笹崎） vs. 青木勝利（青木）                           |                                         |
| 1965 | エデル・ジョフレ（ブラジル） vs. ファイティング原田（笹崎）               | 世界バンタム級タイトルマッチ            |
| 1966 | ファイティング原田（笹崎） vs. エデル・ジョフレ（ブラジル）               | 世界バンタム級タイトルマッチ            |
| 1967 | 沼田義明（極東） vs. 小林弘（中村）                                       | 世界スーパーフェザー級タイトルマッチ    |
| 1968 | 西城正三（協栄） vs. フラッシュ・ベサンテ（フィリピン）                   |                                         |
| 1969 | 中島健次郎（船橋） vs. 清水精（ヨネクラ）                                 | 日本スーパーバンタム級タイトルマッチ    |
| 1970 | 沼田義明（極東） vs. ラウル・ロハス（アメリカ）                           | WBC世界スーパーフェザー級タイトルマッチ |
| 1971 | ルーベン・オリバレス（メキシコ） vs. 金沢和良（アベ）                     | 世界バンタム級タイトルマッチ            |
| 1972 | 大場政夫（帝拳） vs. オーランド・アモレス（パナマ）                       | WBA世界フライ級タイトルマッチ           |
| 1973 | 大場政夫（帝拳） vs. チャチャイ・チオノイ（タイ）                         | WBA世界フライ級タイトルマッチ           |
| 1974 | 柴田国明（BVD） vs. ラミロ・ボラニョス（エクアドル）                      | WBC世界スーパーフェザー級タイトルマッチ |
| 1975 | ガッツ石松（BVD） vs. アルバロ・ロハス（コスタリカ）                      | WBC世界ライト級タイトルマッチ           |
| 1976 | ファン・ホセ・グスマン（ドミニカ） vs. 具志堅用高（協栄）                 | WBA世界ライトフライ級タイトルマッチ     |
| 1977 | 具志堅用高（協栄） vs. ハイメ・リオス（パナマ）                           | WBA世界ライトフライ級タイトルマッチ     |
| 1978 | 具志堅用高（協栄） vs. ハイメ・リオス（パナマ）                           | WBA世界ライトフライ級タイトルマッチ     |
| 1979 | 具志堅用高（協栄） vs. リゴベルト・マルカノ（ベネズエラ）                 | WBA世界ライトフライ級タイトルマッチ     |
| 1980 | 具志堅用高（協栄） vs. マルチン・バルガス（チリ）                         | WBA世界ライトフライ級タイトルマッチ     |
| 1981 | 渡嘉敷勝男（協栄） vs. 金煥珍（韓国）                                     | WBA世界ライトフライ級タイトルマッチ     |
| 1982 | 渡辺二郎（大阪帝拳） vs. グスタボ・バリャス（アルゼンチン）               | WBA世界スーパーフライ級タイトルマッチ   |
| 1983 | 渡辺二郎（大阪帝拳） vs. ルイス・イバネス（ペルー）                       | WBA世界スーパーフライ級タイトルマッチ   |
| 1984 | 渡辺二郎（大阪帝拳） vs. パヤオ・プーンタラット（タイ）                   | WBC世界スーパーフライ級タイトルマッチ   |
| 1985 | 渡辺二郎（大阪帝拳） vs. 尹石煥（韓国）                                   | WBC世界スーパーフライ級タイトルマッチ   |
| 1986 | レネ・アルレドンド（メキシコ） vs. 浜田剛史（帝拳）                       | WBC世界スーパーライト級タイトルマッチ   |
| 1987 | 高橋直人（アベ） vs. 今里光男（トーア）                                   | 日本バンタム級タイトルマッチ            |
| 1988 | 張正九（韓国） vs. 大橋秀行（ヨネクラ）                                   | WBC世界ライトフライ級タイトルマッチ     |
| 1989 | マーク堀越（八戸） vs. 高橋ナオト（アベ）                                 | 日本スーパーバンタム級タイトルマッチ    |
| 1990 | 崔漸煥（韓国） vs. 大橋秀行（ヨネクラ）                                   | WBC世界ミニマム級タイトルマッチ         |
| 1991 | グレグ・リチャードソン（アメリカ） vs. 辰吉丈一郎（大阪帝拳）             | WBC世界バンタム級タイトルマッチ         |
| 1992 | ムアンチャイ・キティカセム（タイ） vs. ユーリ海老原（協栄）               | WBC世界フライ級タイトルマッチ           |
| 1993 | ユーリ海老原アルバチャコフ（協栄） vs. ムアンチャイ・キティカセム（タイ） | WBC世界フライ級タイトルマッチ           |
| 1994 | 薬師寺保栄（松田） vs. 辰吉丈一郎（大阪帝拳）                             | WBC世界バンタム級王座統一戦             |
| 1995 | ホルヘ・カストロ（アルゼンチン） vs. 竹原慎二（沖）                       | WBA世界ミドル級タイトルマッチ           |
| 1996 | 勇利アルバチャコフ（協栄） vs. 渡久地隆人（十番TY）                       | WBC世界フライ級タイトルマッチ           |
| 1997 | シリモンコン・ナコントンパークビュー（タイ） vs. 辰吉丈一郎（大阪帝拳）   | WBC世界バンタム級タイトルマッチ         |